# Amata newara
Amata newara är en fjärilsart som beskrevs av Moore 1879. Amata newara ingår i släktet Amata och familjen björnspinnare. Inga underarter finns listade i Catalogue of Life.